# Anathulea bimaculata
Anathulea bimaculata – gatunek błonkówki z rodziny Pergidae.

## Taksonomia
Gatunek ten został opisany w 1883 roku przez Petera Camerona pod nazwą Perantherix bimaculata. Jako miejsce typowe podano Pancina w historycznym regionie Verapaz w środkowej Gwatemali. Syntypem była samica. 

## Zasięg występowania
Ameryka Środkowa, znany z Gwatemali, Kostaryki oraz Panamy.

## Biologia i ekologia
Rośliną żywicielką jest krzew Hippocratea volubilis z rodziny dławiszowatych.